# کوزمیچی
کوزمیچی (به لاتین: Kuzmichi) یک منطقهٔ مسکونی در روسیه است که در استان آمور واقع شده‌است.